# John Souza
John Souza, właśc. John Souza-Benavides (ur. 12 lipca 1920 w Fall River, zm. 11 marca 2012 w Dover) – amerykański piłkarz, napastnik. Uczestnik mistrzostw świata w 1950. Pierwszy Amerykanin, który znalazł się w tzw. Jedenastce World Cup All-Star Team (przed Claudio Reyną), wystawioną przez brazylijską prasę „Mundo Esportivo”.

## Kariera
John Souza, tak samo jak i niespokrewniony z nim Ed Souza, przez szereg lat grał w zespole Ponta Delgada S.C., zdobywając z tym klubem w 1947 U.S. Open Cup. W 1950 został powołany przed ówczesnego trenera Williama Jeffreya na mistrzostwa świata. Na mundialu rozegrał jeden mecz – przeciwko reprezentacji Anglii wygranym 1:0 (tzw. Cud na trawie). W 1951 trafił do New York German-Hungarians, z którym w tym samym roku sięgnął po dwa tytuły – U.S. Open Cup oraz U.S. Amateur Cup. Dwukrotnie uczestniczył na letnich igrzyskach olimpijskich – w 1948 oraz 1952.
W 1976 został wcielony do National Soccer Hall of Fame wraz z innymi piłkarzami – reprezentantami Stanów, którzy uczestniczyli na mundialu 1950 w Brazylii. W 2004 wraz z Walterem Bahrem, Frankiem Borghim, Harrym Keough i Ginem Parianim za osiągnięcia sportowe otrzymał od organizacji National Soccer Coaches Association of America honorarium All-American.